# Antonio Farage
Antonio Farage, auch Anthony Faraj oder Antonios Faraj (* 28. Dezember 1885 in Damaskus, Syrien; † 9. November 1963) war Titularerzbischof und  Patriarchalprokurator in Antiochien.

## Leben
Die Priesterweihe empfing Antonio Farage am 20. Juli 1908. Am 1. Januar 1922 wurde er zum Titularbischof von Laodicea in Syria per i Melchiti und zum Patriarchalvikar für Ägypten und den Sudan ernannt. Die Bischofsweihe spendete ihm am selben Tag der Patriarch von Antiochien Erzbischof Demetrios I. Kadi. Vom 1. Januar 1922 bis zu seinem Sterbetag am 9. November 1963 war er Prokurator in Antiochien. Im Nebenamt war er von 1922 bis 1928 Patriarchalvikar von Alexandria und war Nachfolger von Etienne Soukkarie, sein Nachfolger zum Patriarchalvikar wurde Dionisio Kfoury. Am 7. März 1961 wurde er zum Titularerzbischof von Damiata dei Greco-Melkiti ernannt.